# Tribute (álbum de Yanni)
Tribute fue grabado en directo en el Taj Mahal (Agra, India), y en la Ciudad Prohibida (Pekín, China), de marzo a mayo de 1997. Este álbum alcanzó el mismo año de su lanzamiento el puesto #1 en la lista "Mejor álbum New Age" y el puesto #21 en la lista "Billboard 200", ambas de la revista Billboard.

## Historia
Tribute rinde un homenaje musical a la India en varias de sus canciones; el compositor y teclista griego Yanni describe el álbum como un tributo a quienes construyeron el Taj Mahal y la Ciudad Prohibida, así como a la gente de India y China. El trabajo de Yanni al teclado etéreo se ve respaldado por la orquesta, vocalistas, un coro y numerosos instrumentos del mundo, incluyendo el didgeridoo, duduk, charango y el saxofón de bambú.
Yanni contrató como Director a Armen Anassian "por fé" --- ya que nunca lo había visto dirigir una orquesta. "Así es cómo Yanni hace muchas cosas", dijo Anassian en una entrevista en 1998 al periódico Toledo Blade. Anassian admite que tenía dudas sobre los planes del artista de tocar para Tribute en el Taj Mahal y en la Ciudad Prohibida. "Para ser sincero, hace algunos años cuando él hablaba de ello, la idea fue increíble. Yo mismo fui muy escéptico, es comprensible. Pero la verdad es que, ocurrió. Lo hicimos." Anassian dijo que el vídeo de Tribute se ve muy bien, pero verlo en película no se puede comparar con estar realmente en los conciertos del Taj Mahal y la Ciudad Prohibida. "No se siente lo mismo. No huele igual," dijo él con una sonrisa. "es difícil decirlo en pocas palabras. Fue una experiencia que cambia la vida."

## Álbum

### Lista de canciones
| N.º   | Título                                        | Música               | Escritor(es)                  | Duración |  |
| 1.    | «Deliverance»                                 | Yanni                |                               | 8:33     |  |
| 2.    | «Adagio in C Minor»                           | Yanni                |                               | 3:50     |  |
| 3.    | «Renegade»                                    | Yanni                |                               | 7:14     |  |
| 4.    | «Dance with a Stranger»                       | Yanni                |                               | 6:45     |  |
| 5.    | «Tribute»                                     | Yanni                |                               | 6:40     |  |
| 6.    | «Prelude»                                     | Yanni                |                               | 2:27     |  |
| 7.    | «Love Is All» (Interpretada por Vann Johnson) | Mcneill, Lynn, Yanni | Christopher, Mcneill, Mcneill | 5:25     |  |
| 8.    | «Southern Exposure»                           | Yanni                |                               | 6:48     |  |
| 9.    | «Waltz in 7/8»                                | Yanni                |                               | 5:32     |  |
| 10.   | «Nightingale»                                 | Yanni                |                               | 5:44     |  |
| 11.   | «Niki Nana (We're One)»                       | Sterling, Yanni      |                               | 8:15     |  |
| 67:13 |                                               |                      |                               |          |  |

### Certificación RIAA
La Asociación de Industria Discográfica de Estados Unidos (RIAA) registra las siguientes certificaciones de venta (Gold y Platinum):
- (G=Gold, P=Platinum, M=Multi-Platinum)

- YANNI	TRIBUTE	03/11/98	VIRGIN	P	ALBUM	SOLO	Std
- YANNI	TRIBUTE	03/11/98	VIRGIN	G	ALBUM	SOLO	Std

## Videografía

### Lista de canciones
| N.º | Título                  | Duración |  |
| 1.  | «Deliverance»           |          |  |
| 2.  | «Adagio in C Minor»     |          |  |
| 3.  | «Renegade»              |          |  |
| 4.  | «Waltz In 7/8»          |          |  |
| 5.  | «Tribute»               |          |  |
| 6.  | «Dance With A Stranger» |          |  |
| 7.  | «Nightingale»           |          |  |
| 8.  | «Southern Exposure»     |          |  |
| 9.  | «Prelude»               |          |  |
| 10. | «Love Is All»           |          |  |
| 11. | «Niki Nana (We're One)» |          |  |
| 12. | «Santorini»             |          |  |

### Certificación RIAA
La Asociación de Industria Discográfica de Estados Unidos (RIAA) registra las siguientes certificaciones de venta (Gold, Platinum y Multi-Platinum):
- (G=Gold, P=Platinum, M=Multi-Platinum)

- YANNI	TRIBUTE	03/11/98	VIRGIN	M (2)	VIDEO LONGFORM	SOLO	Std
- YANNI	TRIBUTE	03/11/98	VIRGIN	P	VIDEO LONGFORM	SOLO	Std
- YANNI	TRIBUTE	03/11/98	VIRGIN	G	VIDEO LONGFORM	SOLO

## Personal
- Yanni – teclados, sintetizador.

### Banda
- Karen Briggs – violín.
- Daniel de los Reyes – percusión.
- Pedro Eustache – flauta, saxofón soprano, saxofón de bambú, duduk, quena, flauta china, ney, flauta bajo.
- Ric Fierabracci – bajo eléctrico.
- Ming Freeman – teclados.
- David Hudson – didgeridoo.
- Ramón Stagnaro – guitarra, charango.
- Joel Taylor – batería.

### Vocalistas
- Alfreda Gerald
- Vann Johnson
- Jeanette Clinger
- Catte Adams

### Dirección de orquesta
- Armen Anassian – director, violín solista.

### Orquesta
- Clif Foster – violín
- Corine Chapelle – violín.
- Beth Folsom – violín.
- Julian Hallmark – violín.
- Sayuri Kawada – violín.
- Neal Laite – violín.
- Ann Lasley – violín.
- Will Logan – violín.
- Julie Metz – violín.
- Pam Moore – violín.
- Cheryl Ongaro – violín.
- Delia Park – violín.
- Irina Voloshina – violín.
- German Markosian – viola.
- Eugene Mechtovich – viola.
- Cathy Paynter – viola.
- John Krovoza – chelo.
- Sarah O'Brien – chelo.
- Lisa Pribanic – chelo.
- Alexander Zhiroff – chelo.
- Gary Lasley – contrabajo.
- April Aoki – arpa.
- Cheryl Foster – oboe.
- Matt Reynolds – trompa
- James Mattos – trompa
- Paul Klintworth – trompa.
- Doug Lyons – trompa.
- Luis Aquino – trompeta
- Kerry Hughes – trompeta
- Rich Berkeley – trombón.
- Dana Hughes – trombón y trombón bajo

## Producción
- Toda la música compuesta y producida por Yanni.